# Acacia startii
Acacia startii là một loài thực vật có hoa trong họ Đậu. Loài này được A.R.Chapm. & Maslin miêu tả khoa học đầu tiên.